# Louis Bell
Louis Russell Bell (Estados Unidos, 27 de maio de 1982) é um compositor e engenheiro de áudio norte-americano, conhecido pelas colaborações com Post Malone, Camila Cabello, DJ Snake, Steve Angello, Selena Gomez e Lorde.